# Kamila Pawluś
Kamila Pawluś (ur. 1979) – poetka, tłumaczka, redaktorka.
Absolwentka Międzywydziałowych Indywidualnych Studiów Humanistycznych na Uniwersytecie Warszawskim. Zastępca redaktora naczelnego kwartalnika „Tekstualia”. Laureatka nagrody głównej Ogólnopolskiego Konkursu na Debiutancką Książkę Poetycką, organizowanego przez Kwartalnik Kulturalny „Opcje” (Stowarzyszenie Inicjatyw Wydawniczych), Górnośląskie Centrum Kultury i Regionalny Ośrodek Kultury w Katowicach. Teksty literackie publikowała w „Tekstualiach”, "Czasie kultury" „RED”, "Wyspie", "Portrecie", "Pro Arte" oraz w Śląskiej Strefie Gender.

## Twórczość
Tomiki poetyckie:
- Rybarium, Katowice 2008, Stowarzyszenie Inicjatyw Wydawniczych w Katowicach
- Klaustrofobia na wynos, Poznań 2012, WBPiCAK

Antologie:
- Warkoczami. Antologia nowej poezji, red. Joanna Mueller, Sylwia Głuszak, Beata Gula, Staromiejski Dom Kultury, Warszawa 2016.

Tłumaczenia:
- Manuel Castells, Społeczeństwo sieci, pod red. M. Marody, Wydawnictwo Naukowe PWN, 2007
- Fiona Bowie, Antropologia religii, Wydawnictwo Uniwersytetu Jagiellońskiego, 2008